# Рајмерсбург (Пенсилванија)
Рајмерсбург (енгл. Rimersburg) град је у америчкој савезној држави Пенсилванија.

## Демографија
По попису из 2010. године број становника је 951, што је 100 (-9,5%) становника мање него 2000. године.
| Група             | 2000.         | 2010.       |
| Белци             | 1.044 (99,3%) | 931 (97,9%) |
| Афроамериканци    | 1 (0,1%)      | 6 (0,6%)    |
| Азијати           | 0 (0,0%)      | 1 (0,1%)    |
| Хиспаноамериканци | 1 (0,1%)      | 4 (0,4%)    |
| Укупно            | 1.051         | 951         |